# توهمات جنسیتی (کتاب)
توهمات جنسیتی: چگونه ذهن در جامعه و جنسیت عصبی تفاوت ایجاد می‌کند، (به انگلیسی: Delusions of Gender: How Our Minds, Society, and Neurosexism Create Difference) کتابی است که در سال ۲۰۱۰ توسط کوردلیا فاین نوشته شده‌است تا این ایده را که مردان و زنان با علایق متفاوتی پیوند خورده‌اند، از بین ببرد. او شواهد ادعایی وجود تفاوت‌های زیست‌شناختی ذاتی بین ذهن مردان و زنان را مورد انتقاد قرار می‌دهد و در عین حال موضعی مبالغه‌انگیز با توجه به تفاوت‌های ذاتی مربوط به علاقه/مهارت در «درک جهان» در مقابل «درک مردم» دارد. فاین ادبیاتی را بررسی می‌کند که نشان می‌دهد چگونه باورهای فرهنگی و اجتماعی به تفاوت‌های جنسی کمک می‌کند.

## محتوا
فاین در بخش اول کتاب، «نیمه جهان تغییرکرده، نیمی از ذهن‌های تغییریافته» استدلال می‌کند که عوامل اجتماعی و محیطی به‌شدت بر ذهن تأثیر می‌گذارد و دیدگاه «زیست‌شناسی بازگشتی» را به چالش می‌کشد؛ که از آن‌جایی که جامعه اکنون برای جنس‌ها برابر است، نابرابری‌های مداوم باید به‌دلیل زیست‌شناسی باشد. او همچنین دربارهٔ تاریخچه و تأثیر کلیشه‌های جنسیتی و روش‌هایی که علم برای توجیه جنسیت‌گرایی استفاده شده‌است، بحث می‌کند.
فاین در بخش دوم کتاب «جنس‌گرایی عصبی» به نقد استدلال‌ها و مطالعات موجود فعلی مبنی بر حمایت از تفاوت‌های جنسی در ذهن، با تمرکز بر ضعف‌های روش‌شناختی و مفروضات ضمنی می‌پردازد. در تحقیقات عصب‌شناسی، این موارد شامل نمونه‌های کوچکی می‌شود که منجر به نتایج غیرقابل اعتماد، جعلی و «استنتاج‌های معکوس» ضعیف توجیه‌شده (ادعاهایی مبنی بر تفاوت‌های روان‌شناختی کلیشه‌ای بین دو جنس بر اساس تفاوت‌های مغزی) می‌شود. فاین همچنین نشان می‌دهد که چگونه نتیجه‌گیری‌های ضعیف علوم اعصاب، توسط نویسندگان محبوب به‌شدت نادیده گرفته می‌شوند. فاین همچنین شواهد غیرتصویربرداری عصبی را مورد بحث قرار می‌دهد که حمایت از تفاوت‌های ذاتی بین دو جنس ذکر شده‌است. برای مثال، او نقاط ضعف در کار انجام‌شده توسط یکی از شاگردان سیمون بارون کوهن را توضیح می‌دهد که به‌طور گسترده توسط مؤسسه گوریان، توسط لئونارد ساکس، توسط پیتر لارنس، و توسط خود بارون کوهن ذکر شده‌است: نوزادان نیم روزه به‌جای این‌که به آن‌ها حق انتخاب داده شود، از نظر اولویت مورد آزمایش قرار گرفتند. در موقعیت‌های مختلف مشاهده آزمایش شدند، برخی به‌صورت افقی در پشت و برخی در دامان والدین قرار گرفتند، که می‌تواند بر ادراک آن‌ها تأثیر بگذارد. تلاش‌های ناکافی برای اطمینان از ناشناخته‌بودن جنسیت آزمودنی برای آزمایش‌کننده در زمان آزمایش انجام شد. نویسندگان، بدون توجیه، فرض می‌کنند که ترجیحات ظاهری نوزاد، «دلیل» قابل اعتمادی برای مهارت‌های اجتماعی بعدی است که محصول یک فرایند رشدی طولانی و پیچیده‌است.
فاین در بخش سوم کتاب، «بازیافت جنسیت»، جامعه‌ای که کودکان در آن رشد می‌کنند، و سهمشان در فرآیندهای هویت گروهی که به «خوداجتماعی شدن» برمی‌انگیزد، مورد بحث قرار می‌دهد. این باور رایج والدین را به چالش می‌کشد که آن‌ها فرزندپروری بی‌طرفانه جنسیتی را امتحان کرده‌اند، اما کارساز نبود. یک پایان‌نامه، تأثیر منفی جنسیت عصبی بر برابری جنسی است (ادعاهای عصب‌شناسی عمومی یا دانشگاهی که کلیشه‌های جنسیتی را به روش‌هایی که از نظر علمی توجیه نمی‌شوند، تقویت یا توجیه می‌کنند).

## بازخورد
در بریتانیا، این کتاب در روزنامه مترو، نیچر، ایندیپندنت، ویژه‌نامه ادبی تایمز، نیو ساینتیست، گاردین، ایونینگ استاندارد و بلفاست تلگراف نقدهای مثبتی دریافت کرد. هر کدام آن را به‌عنوان کتاب سال انتخاب کردند. این اثر کتاب هفته در آموزش عالی تایمز بود.
در استرالیا، این کتاب نقدهای مثبتی در دی ایج، The Australian و The West Australian دریافت کرد.
توهمات جنسیتی در ایالات متحده در نیویورک تایمز، واشینگتن پست، یواس‌ای تودی، نیوزویک، جزبل و کرکوس ریویوز، نقدهای مثبتی دریافت کرد. Publishers Weekly آن را برای بررسی ستاره‌دار و به‌عنوان برگزیده هفته انتخاب کرد.

## برای مطالعه بیش‌تر
- فاین, کوردلیا (August 2013). "آیا جنسیت عصبی در بررسی‌های تصویربرداری عصبی عملکردی تفاوت‌های جنسی وجود دارد؟". Neuroethics (ژورنال). ۶ (۲): ۳۶۹–۴۰۹. doi:10.1007/s12152-012-9169-1.